# Saint-Vigor-des-Mézerets
Pour les articles homonymes, voir Saint-Vigor (homonymie).
Saint-Vigor-des-Mézerets est une ancienne commune française, située dans le département du Calvados en région Normandie, devenue le 1er janvier 2017 une commune déléguée au sein de la commune nouvelle de Terres de Druance. Saint-Vigor-des-Mézerets est peuplée de 238 habitants (les Saint-Vigoriens).

## Géographie
Saint-Vigor-des-Mézerets est aux confins du Bocage virois, à proximité de la Suisse normande située plus à l'est. La commune est assez retirée des axes routiers fréquentés. Elle est accessible par la route départementale 105 qui la relie à La Chapelle-Engerbold et Condé-sur-Noireau au sud-est, et Lassy et Montchamp au nord-ouest. La départementale 108 permet de rejoindre Vassy au sud et Lénault et Le Plessis-Grimoult au nord. La commune voisine de La Rocque est accessible à l'ouest par la D 303 et Saint-Pierre-la-Vieille à l'est par la D 166.
Le nord du territoire communal est sur la vallée de la Druance qui le délimite avec ceux de Saint-Jean-le-Blanc et Lénault. Les deux tiers sud sont situés sur un vallon creusé par la Ségande, ruisseau sous-affluent de la Druance par le Tortillon venant de Vassy.
Le point culminant (237 mètres) est situé à l'est, sur une colline séparant les deux vallons. Le point le plus bas (117 mètres) est au pied de cette colline, à l'extrême est, lieu de sortie de la Druance du territoire. La commune est bocagère. L'atlas des paysages de la Basse-Normandie la place, pour sa plus grande partie, au nord-est de l'unité du Bassin de Vire caractérisée par un « moutonnement de basses collines schisteuses ». La vallée de la Druance, au nord-est, est classée dans l'unité du Synclinal bocain.
Le climat est océanique, comme dans tout l'Ouest de la France. La station météorologique la plus proche est Caen-Carpiquet, à 34 km, mais Alençon-Valframbert et Granville-Pointe du Roc sont à moins de 75 km. Le Bocage virois s'en différencie toutefois pour la pluviométrie annuelle qui, à Saint-Vigor-des-Mézerets, avoisine les 900 mm.
Les principaux lieux-dits sont, du nord-ouest à l'ouest, dans le sens horaire, Glatigny, le Bourg, la Corbière, la Gillauminière, la Varende (au nord), le Moulin du Bœuf, la Futaie (à l'est), les Mézerets, la Martinière, la Noë-Croule, Canteil, la Verrerie, le Champ des Prés, le Champ Gaillard, Canfort — aussi orthographié Canford — (au sud), le Bosq, le Bois, Choparderie, Amboîne, la Roctière, la Chapelle Blanche (à l'ouest) et les Marettes. Le bois des Mézerets, à proximité de la Futaie, couvre la partie occidentale du versant dominant la Druance.
| Saint-Jean-le-Blanc, Lassy | Lénault                  | Périgny                 |
| Lassy, La Rocque           | Saint-Vigor-des-Mézerets | Saint-Pierre-la-Vieille |
| La Rocque                  | Vassy                    | La Chapelle-Engerbold   |

## Toponymie
Le nom du village, puis de la commune est attesté sous les formes : Sanctus Vigor de Maseriis en 1154 (bulle pour Le Plessis-Grimoult), Sanctus Vigor de Maiseriis (sans date, Ch. de Philippe, évêque de Bayeux), Sanctus Vigor de Messeriz en 1215 (charte de l'abbaye de Saint-André-en-Gouffern), Sanctus Vigor de Maiseretis au XIVe siècle (livre pelut de Bayeux), Saint Vigor des Maiserets (et Maizerets) à la fin du XVIIIe et au début XIXe siècle, Saint-Vigor-des-Méserets vers 1820-1850 et enfin Saint-Vigor-des-Mézerets dès 1850,.
La paroisse est consacrée à saint Vigor, ancien évêque de Bayeux au VIe siècle. Contemporain de Clovis au VIe siècle et disciple de saint Vaast, il toucha la terre normande à l'embouchure de la Seulles et s'établit à Reviers comme ermite avant d'être appelé comme évêque de Bayeux.
Albert Dauzat et Charles Rostaing classent le second élément -Mézerets avec les noms du type Mézières. Mézerets remonterait exactement à un type gallo-roman *MASERIS, altération du latin macerias « ruines ». La finale -ets est liée à des graphies fautives qui apparaissent à la fin du Moyen Âge.
Un hameau de Saint-Vigor porte le nom de Canfort ou de Canford. En l'absence de formes anciennes, on peut rapprocher ce toponyme de Champfort à Bourgoin-Jallieu et de signification obscure. La paroisse anglaise de Canford Magna (en) pourrait être d'origine normande.

## Politique et administration

### Tendances politiques et résultats
Candidats ou listes ayant obtenu plus 5 % des suffrages exprimés lors des dernières élections politiquement significatives :
- Européennes 2014[12] (45,05 % de votants) : FN (Marine Le Pen) 40,74%, EÉLV (Karima Delli) 14,81 %, UDI - MoDem (Dominique Riquet) 12,35 %, UMP (Jérôme Lavrilleux) 12,35 %, PS-PRG (Gilles Pargneaux) 8,64 %.
- Législatives 2012[13] :
  - 1er tour (53,23 % de votants) : Alain Tourret (PRG) 41,84 %, Jean-Yves Cousin (UMP) 36,73 %, Marie-Françoise Lebœuf (FN) 14,29 %.
  - 2e tour (59,14 % de votants) : Alain Tourret (PRG) 55,14 %, Jean-Yves Cousin (UMP) 44,86 %.
- Présidentielle 2012[14] :
  - 1er tour (78,49 % de votants) : François Hollande (PS) 30,28 %, Nicolas Sarkozy (UMP) 21,13 %, Marine Le Pen (FN) 19,72 %, François Bayrou (MoDem) 12,68 %, Jean-Luc Mélenchon (FG) 9,15 %.
  - 2e tour (78,49 % de votants) : François Hollande (PS) 54,29 %, Nicolas Sarkozy (UMP) 45,71 %.

### Administration municipale
| Période                                  | Période       | Identité        | Étiquette | Qualité                           |
| ---------------------------------------- | ------------- | --------------- | --------- | --------------------------------- |
| Les données manquantes sont à compléter. |               |                 |           |                                   |
| 1886                                     | 1945          | Jules Jean      |           |                                   |
| 1945                                     | 1953          | Fernand Tirard  |           |                                   |
| 1953                                     | 1965          | Maurice Courval |           |                                   |
| 1965                                     | 1989          | Maurice Leblond |           |                                   |
| 1989                                     | décembre 2016 | Lydie Chauffray | SE        | Inspecteur des Finances publiques |

Le conseil municipal est composé de onze membres dont le maire et deux adjoints.

## Démographie
L'évolution du nombre d'habitants est connue à travers les recensements de la population effectués dans la commune depuis 1793. À partir du 1er janvier 2009, les populations légales des communes sont publiées annuellement dans le cadre d'un recensement qui repose désormais sur une collecte d'information annuelle, concernant successivement tous les territoires communaux au cours d'une période de cinq ans. 
Pour les communes de moins de 10 000 habitants, une enquête de recensement portant sur toute la population est réalisée tous les cinq ans, les populations légales des années intermédiaires étant quant à elles estimées par interpolation ou extrapolation. Pour la commune, le premier recensement exhaustif entrant dans le cadre du nouveau dispositif a été réalisé en 2006,.
En 2021, la commune comptait 238 habitants, en évolution de −1,65 % par rapport à 2015 (Calvados : +1,58 %, France hors Mayotte : +2,49 %).
Saint-Vigor-des-Mézerets a compté jusqu'à 842 habitants en 1821.
| 1793 | 1800 | 1806 | 1821 | 1831 | 1836 | 1841 | 1846 | 1851 |
| ---- | ---- | ---- | ---- | ---- | ---- | ---- | ---- | ---- |
| 732  | 643  | 772  | 842  | 834  | 730  | 724  | 706  | 703  |

| 1856 | 1861 | 1866 | 1872 | 1876 | 1881 | 1886 | 1891 | 1896 |
| ---- | ---- | ---- | ---- | ---- | ---- | ---- | ---- | ---- |
| 691  | 700  | 693  | 664  | 627  | 549  | 499  | 522  | 510  |

| 1901 | 1906 | 1911 | 1921 | 1926 | 1931 | 1936 | 1946 | 1954 |
| ---- | ---- | ---- | ---- | ---- | ---- | ---- | ---- | ---- |
| 480  | 477  | 457  | 415  | 407  | 403  | 376  | 385  | 350  |

| 1962 | 1968 | 1975 | 1982 | 1990 | 1999 | 2006 | 2011 | 2016 |
| ---- | ---- | ---- | ---- | ---- | ---- | ---- | ---- | ---- |
| 306  | 302  | 279  | 229  | 183  | 196  | 244  | 238  | 242  |

| 2019 | - | - | - | - | - | - | - | - |
| ---- | - | - | - | - | - | - | - | - |
| 242  | - | - | - | - | - | - | - | - |

## Lieux et monuments

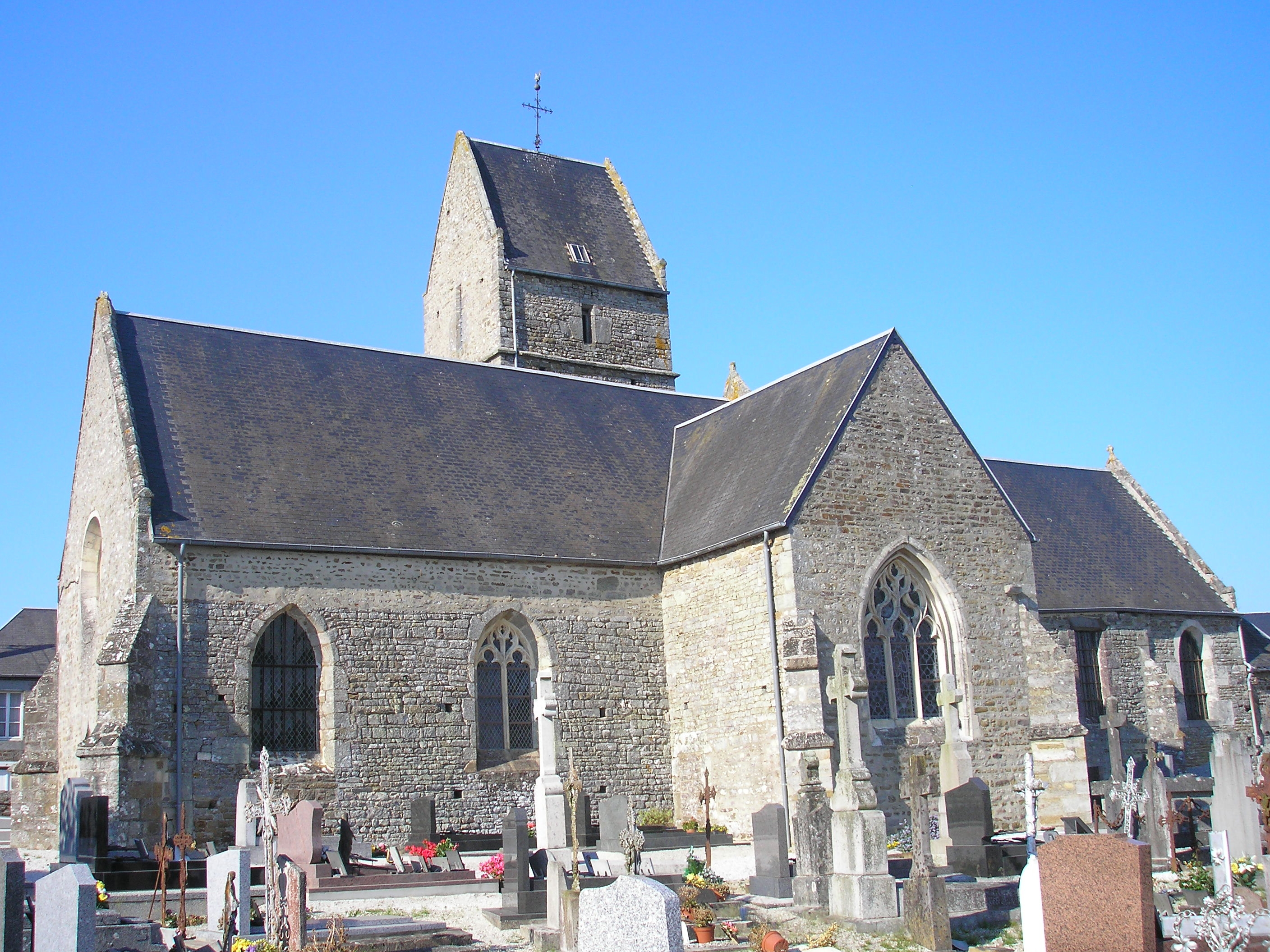
L'église Saint-Vigor.

- Église Saint-Vigor du XVe siècle, inscrite aux Monuments historiques[23], abritant plusieurs œuvres classées à titre d'objets, dont fonts baptismaux du XIVe siècle, statue de saint Vigor du XVe siècle, Vierge à l'Enfant du XVIe siècle, autel et retable du XVIIe siècle.
- Château de Saint-Vigor du XVIIe siècle.